# Hitlerjugend-Ehrenzeichen
Het Hitlerjugend-Ehrenzeichen (Nederlands: Ereteken van de Hitlerjeugd) was een politieke onderscheiding van Nazi-Duitsland. In 1929 werd het door de Reichsjugendführer Baldur von Schirach ingesteld. De formele voorschriften voor presentatie als een onderscheiding werden op 23 juni 1934 geformaliseerd.

## Klasse

### Ereteken van de Hitlerjeugd
Met het Ereteken van de Hitlerjeugd (Duits: Hitlerjugend Ehrenzeichen) werd het lidmaatschap mee aangeduid, vooral degenen met de rang vanaf Bannführer en hoger, zij ontvingen automatisch het ereteken van de Hitlerjeugd. Als het lid de Hitlerjugend had verlaten, mocht het ereteken niet meer gedragen worden. 
Het ereteken toont het Hitlerjeugd-embleem: een gouden omlijste ruit met in het midden een gouden vierkant veld met een zwarte swastika in een rood en wit veld, met een zilverkleurige rand. Het ereteken werd op de linker borstzak gedragen.

### Gouden Ereteken van de Hitlerjeugd
Op 23 juni 1934 werd met toestemming van Hitler het Gouden Ereteken van de Hitlerjeugd (Duits: Goldenes Hitlerjugend Ehrenabzeichen) ingesteld. 
De Reichsjugendführer Baldur von Schirach stelde deze onderscheiding in als erkenning voor leiderschap, lange dienst of andere speciale prestaties in de Hitlerjugend. Behoorde de gedecoreerden ook tot de degenen die vóór 2 oktober 1932 in dienst waren getreden, en vijf jaar ononderbroken in dienst waren. Het kan ook worden toegekend voor verdienste, ongeacht de anciënniteit.
Het gouden ereteken is op de achterzijde genummerd, en lijkt qua uiterlijk op het standaard ereteken, maar is eerder verguld dan van zilver. Het recht om de Gouden Ereteken van de Hitlerjeugd te blijven dragen nadat de ontvanger de Hitlerjugend had verlaten en het uniform niet langer droeg. De leider van de Reichsjugendführung  (vrije vertaling: Rijksjeugdleiding) zou de gedecoreerden het recht kunnen geven om de ereteken voor onbepaalde tijd te dragen.

### Gouden Ereteken van de Hitlerjeugd met Eikenloof

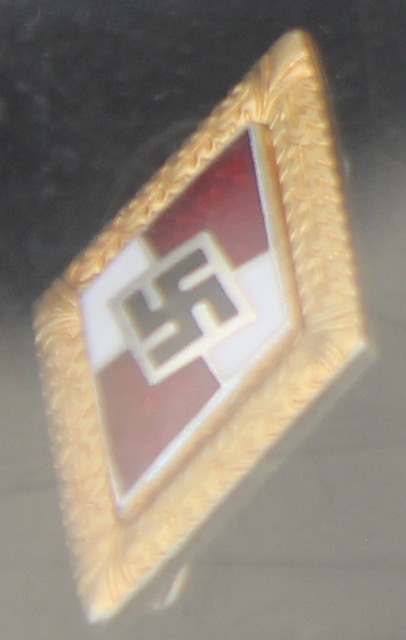
Het Gouden Ereteken van de Hitlerjeugd met Eikenloof.

In 1935 werd het Gouden Ereteken van de Hitlerjeugd met Eikenloof (Duits: Goldenes Hitlerjugend Ehrenzeichen mit Eichenlaub) ingesteld. Dit ereteken werd voor erkenning van uitzonderlijke diensten aan de Hitlerjugend verleend.
Het gouden ereteken met eikenloof is vergelijkbaar met de andere eretekens, maar is omlijst met een smalle rand van eikenloof en een van hoger vakmanschap. Het werd officieel als een politieke onderscheiding erkend, en kon daarom op elk uniform worden gedragen.

### Speciale klasse
Deze Sonderstufe   (Speciale klasse) werd eenmalig op 9 mei 1942 verleend aan Baldur von Schirach voor zijn 35ste verjaardag, en zijn benoeming tot gouwleider van Wenen. Het was een Gouden Ereteken van de Hitlerjeugd met Eikenloof afgezet met diamanten en robijnen. Het werd vervaardigd door de Münchener juwelier Peter Rath.

### Ereteken van de Rijksjeugdleiding voor verdienst aan Buitenlanders
Het Ereteken van de Rijksjeugdleiding voor verdienst aan Buitenlanders (Duits: Ehrenzeichen der Reichsjugendführung der Hitlerjugend für Verdiente Ausländer) werd in 1941 ingesteld. Het ereteken kon aan niet-Duitse burgers worden gepresenteerd die de doelen van de Hitlerjugend steunden.
Een ovale vergulde en geëmailleerde ereteken, wat een gespreide adelaar boven het Hitlerjeugd-embleem toont. De rand is bruin met de woorden Hitlerjugend.

## Gedecoreerden
Selectie:
- Gottlob Berger, (Gouden Ereteken van de Hitlerjeugd met Eikenloof[5])
- Heinrich Himmler, (Gouden Ereteken van de Hitlerjeugd met Eikenloof)
- Adolf Hitler
- Albert Speer, (Gouden Ereteken van de Hitlerjeugd met Eikenloof[5])
- Baldur von Schirach, (Gouden Ereteken van de Hitlerjeugd met Eikenloof afgezet met diamanten en robijnen[9])
- August Eigruber, (Gouden Ereteken van de Hitlerjeugd met Eikenloof)
- Adolf Hühnlein, (Gouden Ereteken van de Hitlerjeugd met Eikenloof)
- Joachim Eggeling, (Gouden Ereteken van de Hitlerjeugd met Eikenloof)

## Na de Tweede Wereldoorlog
Het insigne is van een hakenkruis voorzien. Dat betekent dat het verzamelen, tentoonstellen en verhandelen van deze onderscheidingen in Duitsland aan strenge wettelijke regels is onderworpen. Op 26 juli 1957 vaardigde de Bondsrepubliek Duitsland een wet uit waarin het dragen van onderscheidingen met daarop hakenkruizen of de runen van de SS werd verboden. In de gedenazificeerde uitvoering mogen de badges wel worden gedragen.